# Felipe Cazals
Pour les articles homonymes, voir Cazals.
 (octobre 2021).
Si vous disposez d'ouvrages ou d'articles de référence ou si vous connaissez des sites web de qualité traitant du thème abordé ici, merci de compléter l'article en donnant les références utiles à sa vérifiabilité et en les liant à la section « Notes et références ».
Felipe Cazals est un réalisateur, scénariste, producteur, acteur, directeur de la photographie et monteur mexicain né le 28 juillet 1937 à Mexico et mort le 16 octobre 2021 dans la même ville.

## Biographie
Felipe Cazals Siena vit au Mexique jusqu'au début des années soixante quand il bénéficie d'une bourse pour étudier à l'IDHEC à Paris. En Europe, il devient l'assistant de réalisateurs comme Joshua Logan et Mauro Bolognini. Rentré au Mexique, il collabore à l'émission de télévision La hora de Bellas Artes, sous la coordination de Manuel Michel pour lequel il réalise ses premiers courts métrages (Que se callen, Leonora Carrington o el sortilego, Cartas de Mariana Alcoforado) en 1965. Cazals réalise son premier long métrage en 1968, La manzana de la discordia (La Pomme de discorde) en tant que production indépendante. Film noir situé à contre-courant des conventions du genre, La manzana de la discordia marqua une rupture dans le cinéma mexicain de l'époque. Afin d'ouvrir une brèche dans le cinéma industriel dominant, Cazals forme avec Arturo Ripstein et Rafael Castanedo un groupe éphémère, le Cine Independiente de Mexico qui produit en 1969, grâce à la vente de tableaux légués par ses amis peintres, son deuxième long métrage, Familiaridades (Familiarités), une comédie désopilante plutôt atypique dans l'œuvre de ce cinéaste. Il participe ensuite au cinéma commercial classique en réalisant des films historiques à gros budget comme Il était une fois Zapata (es) (1970), projet conçu, financé et interprété par Antonio Aguilar, acteur-chanteur de nombreuses comédies rancheras ou El jardín de tía Isabel (Le Jardin de tante Isabelle), l'année suivante, avec le soutien de fonds publics. 1975 constitue un tournant décisif de sa carrière : Canoa, récompensé au Festival de Berlin 1976, et El apando (Le Mitard), adaptation d'un roman de José Revueltas sur les conditions de vie des prisonniers de droit commun, sont restés des films fondamentaux du cinéma mexicain et ont attiré un public massif.
Il meurt le 16 octobre 2021 à l'âge de 84 ans.

## Filmographie

### comme réalisateur

#### Cinéma
- 1965 : Que se callen...
- 1965 : La otra guerra
- 1965 : Mariana Alcoforado
- 1965 : Leonora Carrington o el sortilegio ironico
- 1965 : Alfonso Reyes
- 1968 : La manzana de la discordia (es) (documentaire)
- 1969 : Familiaridades (es)
- 1970 : Il était une fois Zapata (es) (Emiliano Zapata)
- 1971 : El jardín de la Tía Isabel (es)
- 1973 : Aquellos años
- 1974 : Los que viven donde el viento sopla suave
- 1975 : Testimonios y documentos; Paro agrario
- 1975 : Investigación cientifica
- 1976 : Las Poquianchis (es)
- 1976 : Canoa
- 1976 : El apando (es)
- 1978 : La guera Rodríguez
- 1979 : El año de la peste (es)
- 1980 : Rigo es amor
- 1981 : El Gran Triunfo (es)
- 1981 : Las siete cucas (es)
- 1983 : Bajo la metralla (es)
- 1984 : Centenario
- 1985 : Pesadilla
- 1985 : Los motivos de Luz
- 1985 : La habitación que silva
- 1985 : Dulce espiritu
- 1985 : Damian
- 1985 : La dama solitaria
- 1986 : El tres de copas
- 1986 : Testimonios de la revolución
- 1986 : Las inocentes (es)
- 1987 : La furia de un dios
- 1991 : Burbujas de amor
- 1991 : Desvestidas y alborotadas
- 1993 : Kino (es)
- 2000 : Su alteza serenísima (es)
- 2004 : Digna...hasta el último aliento (es)
- 2005 : Las vueltas del citrillo (es)
- 2009 : Chico grande (es)
- 2012 : Ciudadano Buelna (es)

### Télévision
- 1983 : El qué sabe, sabe (série TV)

### comme scénariste
- 1965 : La otra guerra
- 1968 : La manzana de la discordia
- 1973 : Aquellos años
- 1974 : Los que viven donde el viento sopla suave
- 1985 : Pesadilla
- 1985 : La habitación que silva
- 1985 : Damian
- 1985 : La dama solitaria
- 1993 : Kino
- 2000 : Su alteza serenísima
- 2004 : Digna: Hasta el último aliento
- 2005 : Las vueltas del citrillo

### comme producteur
- 1965 : Alfonso Reyes
- 1968 : La manzana de la discordia
- 1969 : Familiaridades
- 1975 : Investigación cientifica
- 1979 : El año de la peste
- 1984 : Centenario

### comme acteur
- 1969 : Familiaridades
- 1973 : Aquellos años
- 1979 : Crónica íntima
- 1991 : Bandidos : General

### comme directeur de la photographie
- 1968 : La manzana de la discordia.

### comme monteur
- 1965 : Alfonso Reyes.